# Otto Frisch

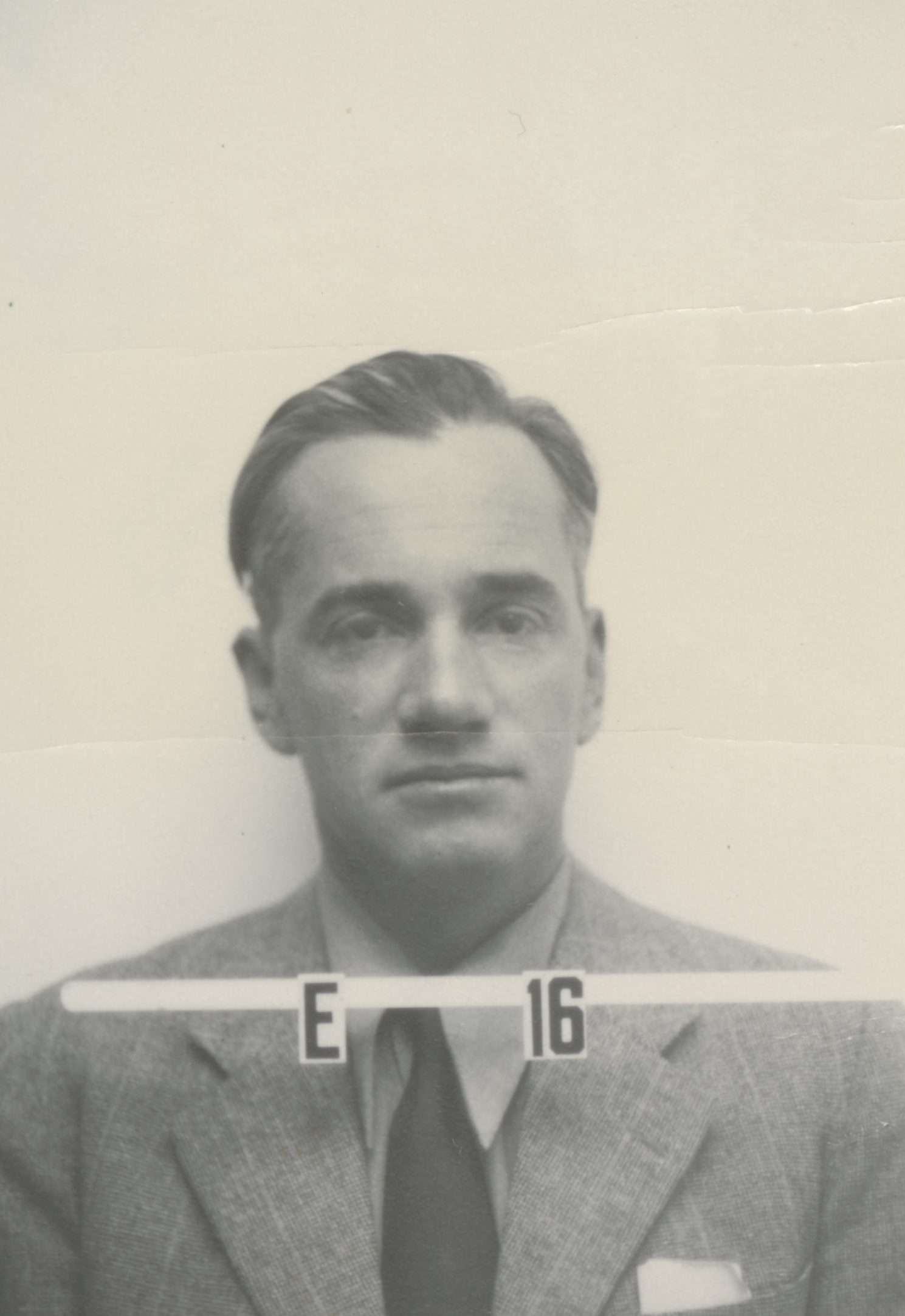
O. R. Frisch (Los Alamos 1944)

Otto Robert Frisch (* 1. Oktober 1904 in Wien, Österreich-Ungarn; † 22. September 1979 in Cambridge) war ein österreichischer Kernphysiker, der später, nach Flucht vor den Nationalsozialisten, britischer Staatsbürger wurde. Zusammen mit seiner Tante Lise Meitner gelang ihm 1939 die erste theoretische Deutung der Kernspaltung. Mit Rudolf Peierls schrieb er 1940 das Frisch-Peierls-Memorandum, das erste theoretisch-technische Dokument zum Bau einer Atombombe mittels Uran-235.

## Leben
Er wurde als Sohn des jüdischen Juristen und Übersetzers Justinian Frisch und der Pianistin Auguste Frisch geb. Meitner geboren. 1922 begann er sein Physikstudium an der Universität Wien und promovierte 1926 mit einer Arbeit über den Effekt der neu entdeckten Elektronen auf Salze. Nach mehrjährigem Aufenthalt an der Physikalisch-Technischen Reichsanstalt in Berlin erhielt er bei Otto Stern (siehe auch Stern-Gerlach-Versuch) am Institut für Physikalische Chemie in Hamburg eine Anstellung. Zusammen mit Stern entdeckte er 1933 das anomale magnetische Moment des Protons. Damit war ein erster Hinweis darauf gefunden, dass es sich bei diesem Teilchen nicht um ein Elementarteilchen handelt. Nach der Machtübernahme Hitlers emigrierte er im Sommer 1933 nach London an das Birkbeck College, wo er beim Physiker Patrick Maynard Stuart Blackett über die Technologie der Nebelkammer und über künstliche Radioaktivität arbeitete.
Ab 1934 arbeitete Frisch fünf Jahre in Kopenhagen bei Niels Bohr an Fragen der Kernphysik, insbesondere an Neutronenphysik. 1936 konnte Bohr auch den Deutschen Hans von Halban von der ETH Zürich zur Mitarbeit gewinnen.

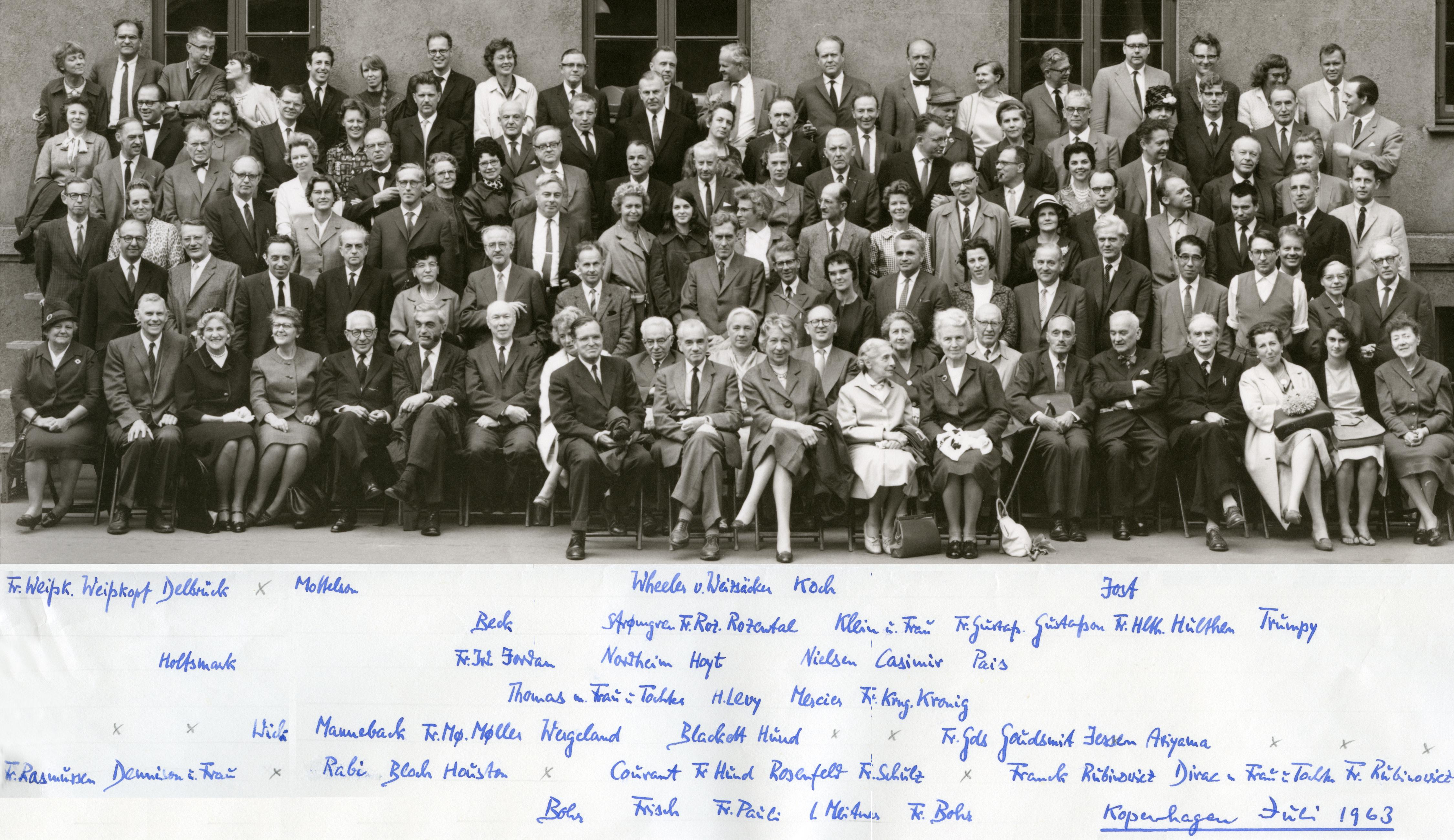
Otto in der 1. Reihe (2. v. l.) neben Aage Bohr (Sohn von Niels Bohr), Frau Pauli, Lise Meitner und Frau Bohr (Kopenhagen Juli 1963)

Während der Weihnachtsferien 1938 bei seiner Tante Lise Meitner in Kungälv erhielt diese die Nachricht, dass Otto Hahn und Fritz Straßmann in Berlin bei der Kollision von Neutronen mit Uran-Atomkernen das Element Barium identifiziert hatten. Hahn konnte diese radiochemische Entdeckung, deren Nachweis er bereits am 6. Januar 1939 in der Zeitschrift Die Naturwissenschaften publizierte, zunächst nicht physikalisch interpretieren. Er hatte den Prozess sehr anschaulich als ein „Zerplatzen“ des Urankerns bezeichnet. Bei einem berühmt gewordenen Schneespaziergang fanden Meitner und Frisch eine erste physikalische Deutung für das Ergebnis des Experiments. Sie stellten als Erste die Hypothese auf, dass hier eine Spaltung des Uranatoms in zwei Teile, also eine „Kernspaltung“ erfolgt sein müsse. Wie Frisch und Meitner damals richtig abschätzten, musste bei diesem Vorgang mehr Energie freigesetzt worden sein, als irgendein anderer Prozess zu liefern vermag, nämlich 200 MeV – 200 Millionen Elektronenvolt. Frisch beobachtete als Erster die energiereichen Bruchstücke durch ein physikalisches Experiment am 13. Januar 1939 in Kopenhagen und bestätigte so die Kernspaltung auf ganz andere Weise. Der radiochemischen Beschreibung der entdeckten Phänomene von Hahn und Straßmann folgte am 11. Februar 1939 eine getrennte Publikation von Meitner und Frisch in Nature, die die Physik der Kernspaltung hinter diesen Beobachtungen erklärte. Für die Entdeckung der Kernspaltung erhielt Otto Hahn den Chemie-Nobelpreis 1944.

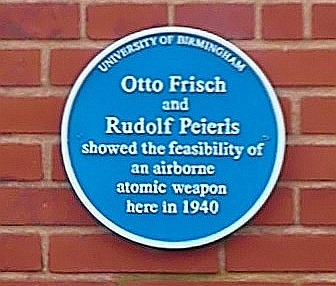
Universität Birmingham, Erinnerungstafeln am Poynting Physics Building

Nach einer Reise im Sommer 1939 von Dänemark nach England konnte Frisch wegen des Ausbruchs des Zweiten Weltkriegs nicht mehr zurückkehren und forschte an der Universität Birmingham. Mit den aufkommenden Gefahren der nationalsozialistischen Diktatur entwarf er zusammen mit dem Physiker Rudolf Peierls das Frisch-Peierls-Memorandum. Es wird als erstes theoretisch-technisches Dokument angesehen, das beschreibt, wie eine Atombombe mittels 235U konstruiert werden könnte. Dieses Memorandum stellte sowohl die Grundlage der britischen Arbeit zum Bau einer Atombombe (the Tube Alloys project) als auch des Manhattan-Projekts in den USA dar. Nach Erhalt der britischen Staatsbürgerschaft arbeite Frisch ab 1943 in Los Alamos mit. Er war einer der Wissenschaftlicher, die das Dragon Experiment experimentell erprobten. Dabei handelt es sich um einen schnellen Reaktor aus Uranhydrid Brennstoff, der prompt kritisch wird, wenn ein Stab durch die Anordnung geschossen wird.
1946 kehrte er nach England zurück, wo er dann die kernphysikalische Abteilung der Atomic Energy Research Establishment in Harwell leitete. Zugleich verbrachte er die folgenden 30 Jahre, bis zu seiner Emeritierung 1972, in Cambridge als „Jacksonian Professor of Natural Philosophy und fellow“ des Trinity College. Er entwickelte ein Laser-Scan-Verfahren zur Registrierung der Teilchenbahnen in Blasenkammern (Sweepnik) und da dies weitere Anwendungen hatte, gründete er mit Kollegen 1969 die Firma Laser Scan.
Er war seit 1951 mit der Künstlerin Ursula (Ulla) Blau verheiratet und hatte mit ihr einen Sohn Tony und eine Tochter Monica. Sein Sohn Tony Frisch war ebenfalls Physiker.

## Schriften (Auswahl)

### Fachbeiträge
- Lise Meitner, O. R. Frisch: Disintegration of Uranium by Neutrons: a New Type of Nuclear Reaction. In: Nature. Band 143, Nr. 3615, 11. Februar 1939, S. 239–240, doi:10.1038/143239a0 (englisch).
- Als Herausgeber:
  - Progress in Nuclear Physics. 1-11 Bände. 1950–1970
  - O. R. Frisch (Hrsg.): The Nuclear Handbook. D. Van Nostrand Company, Princeton, NJ 1958 (englisch, archive.org).
- Weitere siehe auch die Referenzen in Bretislav Friedrich, Horst Schmidt-Böcking: Otto Stern’s Molecular Beam Method and Its Impact on Quantum Physics. In: Bretislav Friedrich, Horst Schmidt-Böcking (Hrsg.): Molecular Beams in Physics and Chemistry. Springer International Publishing, Cham 2021, ISBN 978-3-03063962-4, S. 37–88, doi:10.1007/978-3-030-63963-1_5.

### Sachbeiträge
- Meet the Atoms. 1947
- Atomic Physics Today. 1961.
- Die Elementarteilchen der Physik. Westdeutscher Verlag, Köln/Opladen 1963.
- Working with Atoms. 1965.
- What Little I Remember. 1979.
  - Dt. Ausgabe: Woran ich mich erinnere. Physik und Physiker meiner Zeit. Wissenschaftliche Verlagsgesellschaft, Stuttgart 1981, ISBN 3-8047-0614-2.